# Štefan Onderko
Štefan Onderko (22. ledna 1916, Humenné – 6. července 2006, Košice) byl slovenský katolický duchovní, bývalý košický generální a kapitulní vikář a z titulu těchto funkcí v letech 1962–1990 ordinář košické diecéze.
Štefan Onderko byl za komunistického režimu jednou z čelních postav kolaborantského Sdružení Pacem in terris (dále SKD-PIT), u jehož zrodu stál jako předseda přípravného výboru. Později byl jeho členem a funkcionářem a jako košický ordinář sdružení silně podporoval a to dokonce i po vydání dekretu Quidam episcopi, který kněžím členství v takovýchto sdruženích zakazoval.
Štefan Onderko si společně s několika dalšími představiteli SKD-PIT nechal udělit čestný doktorát teologie na bratislavské bohoslovecké fakultě. Proti tomu protestoval u československých úřadů velký kancléř fakulty, biskup Július Gábriš, který se též obrátil se stížností v této věci na Svatý stolec. Ten prohlásil tyto čestné doktoráty za neplatné.